# William Turner (läkare)
Sir William Turner, född 7 januari 1832 i Lancaster, död 15 februari 1916 i Edinburgh, var en brittisk läkare.
Turner blev 1854 prosektor i anatomi vid universitetet i Edinburgh och 1867 professor i detta ämne där. Han adlades 1886, blev vicekansler vid universitetet i Edinburgh 1903 och president i Royal Society (1908) där. 
Bland hans skrifter märks Atlas of Human Anatomy and Physiology, Convolutions of Human Cerebrum Topographically Considered (1868), An Introduction to Human Anatomy, Including the Anatomy of the Tissues, Lectures on Comparative Anatomy of the Placenta (1876). Särskilt verksam var han på kraniologins område.